# Planrupt
Planrupt és un municipi francès situat al departament de l'Alt Marne i a la regió del Gran Est. L'any 2007 tenia 289 habitants.

## Demografia

### Població
El 2007 la població de fet de Planrupt era de 289 persones. Hi havia 106 famílies de les quals 24 eren unipersonals (8 homes vivint sols i 16 dones vivint soles), 25 parelles sense fills, 45 parelles amb fills i 12 famílies monoparentals amb fills.
La població ha evolucionat segons el següent gràfic:
Habitants censats

### Habitatges
El 2007 hi havia 130 habitatges, 111 eren l'habitatge principal de la família, 9 eren segones residències i 9 estaven desocupats. 127 eren cases i 3 eren apartaments. Dels 111 habitatges principals, 93 estaven ocupats pels seus propietaris i 18 estaven llogats i ocupats pels llogaters; 4 tenien dues cambres, 11 en tenien tres, 15 en tenien quatre i 81 en tenien cinc o més. 90 habitatges disposaven pel capbaix d'una plaça de pàrquing. A 39 habitatges hi havia un automòbil i a 65 n'hi havia dos o més.

### Piràmide de població
La piràmide de població per edats i sexe el 2009 era:
| Homes | Edats   | Dones |
| ----- | ------- | ----- |
| 0     | 95 o +  | 0     |
| 0     | 90 a 94 | 0     |
| 0     | 85 a 89 | 0     |
| 0     | 80 a 84 | 0     |
| 4     | 75 a 79 | 4     |
| 0     | 70 a 74 | 4     |
| 8     | 65 a 69 | 8     |
| 0     | 60 a 64 | 8     |
| 4     | 55 a 59 | 4     |
| 4     | 50 a 54 | 0     |
| 20    | 45 a 49 | 20    |
| 4     | 40 a 44 | 8     |
| 4     | 35 a 39 | 0     |
| 20    | 30 a 34 | 28    |
| 8     | 25 a 29 | 4     |
| 16    | 20 a 24 | 0     |
| 16    | 15 a 19 | 12    |
| 0     | 10 a 14 | 8     |
| 8     | 5 a 9   | 12    |
| 20    | 0 a 4   | 12    |

## Economia
El 2007 la població en edat de treballar era de 183 persones, 141 eren actives i 42 eren inactives. De les 141 persones actives 126 estaven ocupades (70 homes i 56 dones) i 15 estaven aturades (8 homes i 7 dones). De les 42 persones inactives 18 estaven jubilades, 9 estaven estudiant i 15 estaven classificades com a «altres inactius».

### Ingressos
El 2009 a Planrupt hi havia 114 unitats fiscals que integraven 312 persones, la mediana anual d'ingressos fiscals per persona era de 17.737 €.

### Activitats econòmiques
Dels 10 establiments que hi havia el 2007, 1 era d'una empresa extractiva, 1 d'una empresa alimentària, 1 d'una empresa de fabricació d'altres productes industrials, 3 d'empreses de construcció, 1 d'una empresa de comerç i reparació d'automòbils, 1 d'una empresa d'hostatgeria i restauració, 1 d'una empresa de serveis i 1 d'una empresa classificada com a «altres activitats de serveis».
Dels 4 establiments de servei als particulars que hi havia el 2009, 1 era un taller de reparació d'automòbils i de material agrícola, 1 paleta, 1 guixaire pintor i 1 fusteria.
L'únic establiment comercial que hi havia el 2009 era una botiga d'electrodomèstics.
L'any 2000 a Planrupt hi havia 7 explotacions agrícoles.

## Equipaments sanitaris i escolars
El 2009 hi havia una escola elemental integrada dins d'un grup escolar amb les comunes properes formant una escola dispersa.

## Poblacions més properes
El següent diagrama mostra les poblacions més properes.